# Arbeitgeber
Arbeitgeber sind natürliche oder juristische Personen sowie rechtsfähige Personengesellschaften, die Arbeitnehmer in einem Arbeitsverhältnis beschäftigen.

## Etymologie
Der Begriff Arbeitgeber ist nicht intuitiv einleuchtend, da im Arbeitsverhältnis der Beschäftigte seine Arbeit gegen Geldleistung zur Verfügung stellt – der „Arbeitnehmer“ gibt also seine Arbeitskraft, der „Arbeitgeber“ gibt Arbeitsentgelt.
Der Ursprung des Begriffes leitet sich nicht aus dem Lohnarbeitsverhältnis, sondern von den Bezeichnungen „Dienstnehmer“ und „Dienstgeber“ ab, die im frühneuzeitlichen Österreich des 18. Jahrhunderts die Beziehungen zwischen Dienstherren und Dienstboten kennzeichneten: dem Herren zu dienen war eine Gnade, die dem Untergebenen gewährt wurde – der Herr gab den Dienst, der Untergebene nahm das Dienstverhältnis an. Mit der Entstehung einer kapitalistischen Industriegesellschaft wandelten sich die Begriffe und wurden auch zur Kennzeichnung des Lohnarbeitsverhältnisses benutzt. Sie hielten dort Mitte des 19. Jahrhunderts im deutschsprachigen Raum in Form des korrespondierenden Wortpaars Arbeitgeber und Arbeitnehmer Einzug in Rechtsquellen und Verordnungen. Das Deutsche Wörterbuch der Brüder Grimm von 1854 definierte den Arbeitgeber  als jemand, „der für sich arbeiten lässt, die Arbeit bestellt und bezahlt“. Allerdings soll das Wort „Arbeitgeber“ als Begriff erst gegen 1890 breitere Verwendung gefunden haben. Noch 1883 schrieb Friedrich Engels im Vorwort zur dritten Auflage des Kapitals:
„Es konnte mir nicht in den Sinn kommen, [...] den landläufigen Jargon einzuführen, [...] worin z. B. derjenige, der sich für bare Zahlung von andern ihre Arbeit geben läßt, der Arbeitgeber heißt, und Arbeitnehmer derjenige, dessen Arbeit ihm für Lohn abgenommen wird. Auch im Französischen wird travail im gewöhnlichen Leben im Sinn von ‚Beschäftigung‘ gebraucht. Mit Recht aber würden die Franzosen den Ökonomen für verrückt halten, der den Kapitalisten donneur de travail, und den Arbeiter receveur de travail nennen wollte.“

## Allgemeines
Die Rechtsbegriffe Arbeitgeber, Arbeitnehmer, Unternehmer und Selbständiger sind nicht immer leicht voneinander abzugrenzen.
Die Abgrenzung zum Arbeitnehmer hat seit jeher den Gesetzgeber, die Fachliteratur und die Rechtsprechung befasst. Eine Abgrenzung ist erforderlich, weil die Einordnung einer Person als Arbeitnehmer oder Arbeitgeber weitreichende Rechtsfolgen hat. Das beginnt bereits mit der Rechtsfrage, ob jemand durch das Direktionsrecht den Weisungen eines anderen unterliegt oder nicht (Arbeitsrecht) oder ob er Einkünfte aus nichtselbständiger Arbeit oder Einkünfte aus selbständiger Arbeit bzw. Einkünfte aus Gewerbebetrieb erzielt (Steuerrecht).
Die Arbeitgebereigenschaft unterscheidet sich von der Unternehmereigenschaft. Unternehmer kann auch sein, wer keine Arbeitnehmer hat (etwa ein Handelsvertreter); Arbeitgeber kann jemand sein, ohne Unternehmer zu sein (ein Rentner beschäftigt Hauspersonal). Der niedergelassene Arzt ist zwar selbständig, aber kein Unternehmer, weil die Ausübung der Heilkunde nicht als Gewerbe gilt (§ 6 GewO), wohl aber kann er Arbeitgeber von Arzthelferinnen sein. Im Normalfall ist der Arbeitgeber jedoch zugleich der Unternehmensträger und ist das Arbeitsrecht gleichsam Innenrecht des Unternehmens.
Selbständigkeit setzt voraus, dass es sich weder um „arbeitnehmerähnliche Personen“ (etwa § 92a HGB; Einfirmen-Handelsvertreter) oder des § 12a TVG (Freiberufler für Rundfunk- und Fernsehanstalten, die wirtschaftlich abhängig und vergleichbar einem Arbeitnehmer sozial schutzbedürftig sind) noch um Heimarbeiter oder Hausgewerbetreibende (§ 2 HAG) handelt. Freiberufler üben selbständig wissenschaftliche, künstlerische, schriftstellerische, unterrichtende oder erzieherische Tätigkeit aus wie die selbständige Berufstätigkeit der Ärzte, Zahnärzte, Tierärzte, Rechtsanwälte, Notare, Patentanwälte, Vermessungsingenieure, Ingenieure, Architekten, Handelschemiker, Wirtschaftsprüfer, Steuerberater, beratenden Volks- und Betriebswirte, vereidigten Buchprüfer, Steuerbevollmächtigten, Heilpraktiker, Dentisten, Krankengymnasten, Journalisten, Bildberichterstatter, Dolmetscher, Übersetzer, Lotsen und ähnlicher Berufe gehören (§ 18 Abs. 1 Nr. 1 EStG).
Arbeitnehmer ist, wer aufgrund eines privatrechtlichen Arbeitsvertrages im Dienste eines anderen zur Leistung weisungsgebundener, fremd bestimmter Arbeit in persönlicher Abhängigkeit verpflichtet ist und in eine fremde Arbeitsorganisation eingegliedert ist. Bei freien Mitarbeitern handelt es sich um beruflich selbständige Personen mit einem Dienstvertrag im Sinne des § 611 BGB. Auf sie finden die Regeln des Arbeitsrechts keine Anwendung.

## Rechtslage
Im deutschen Arbeitsrecht ist Arbeitgeber, wer die Arbeitsleistung des Arbeitnehmers kraft Arbeitsvertrages fordern kann und das Arbeitsentgelt schuldet. Die Arbeitgeberstellung wird maßgeblich vom Direktionsrecht geprägt, kraft dessen der Arbeitgeber die konkrete Leistungspflicht des Arbeitnehmers hinsichtlich Art, Ort und Zeit näher gestalten kann.

### Begriff
Legaldefinitionen finden sich beispielsweise in § 2 Abs. 3 ArbSchG oder § 6 Abs. 2 AGG. Gemäß § 2 Abs. 3 ArbSchG sind Arbeitgeber im Sinne dieses Gesetzes „natürliche und juristische Personen und rechtsfähige Personengesellschaften, die Personen ... beschäftigen“.
Um die entscheidende Bedeutung der arbeitsvertraglichen Zuordnung deutlich zu machen, spricht man zum Teil auch vom Vertragsarbeitgeber. Dies geschieht in Unterscheidung zu einem nicht vertragsrechtlichen Arbeitgeberbegriff in Varianten wie eigentlicher Arbeitgeber, mittelbarer Arbeitgeber oder konkreter Arbeitgeber usw. Auch die Rede von den Arbeitgeberfunktionen und deren Verteilung ist eher irreführend, ändert jedenfalls nichts daran, dass der Arbeitgeber der Arbeitsvertragspartner des Arbeitnehmers ist.
Das maßgebliche Bundesarbeitsgericht (BAG) definiert in der Sache nicht anders:

„Arbeitgeber ist derjenige Teil des Arbeitsverhältnisses, der die Dienstleistung vom Arbeitnehmer kraft des Arbeitsvertrags fordern kann und damit die wirtschaftliche und organisatorische Dispositionsbefugnis über die Arbeitsleistung des Arbeitnehmers und den Nutzen aus ihr hat. Insoweit kommt es auf den im Einzelfall erkennbaren Parteiwillen an.“

Wichtig dabei ist, dass entgegen der Definition des BAG es nicht darauf ankommt, „wer die wirtschaftliche und organisatorische Dispositionsbefugnis über die Arbeitsleistung des Arbeitnehmers und den Nutzen aus ihr hat“. Deutliches Gegenbeispiel ist der Fall der so genannten Arbeitnehmerüberlassung, bei dem die Zwischenperson zwar Arbeitsvertragspartner und damit Arbeitgeber ist, der Entleiher aber die wirtschaftliche usw. Dispositionsbefügnis über die Arbeitsleistung des Beschäftigten hat.
Üblich ist auch die Definition des Arbeitgebers als desjenigen, „der mindestens einen Arbeitnehmer beschäftigt“. Auch dies ist irreführend, da das Merkmal „beschäftigt“ unklar ist, jedenfalls nicht die tatsächliche Beschäftigung meint und im Fall der Arbeitnehmerüberlassung bei nahegelegter oberflächlichen wirtschaftlichen Betrachtungsweise durch den Entleiher erfolgt, der gerade nicht Arbeitgeber ist.

#### Notwendigkeit eines Arbeitsvertrages
Ein Arbeitsverhältnis wird im Regelfall durch einen Arbeitsvertrag begründet.
Vertragstheorie versus Eingliederungstheorie
Nach der Eingliederungstheorie kann ein Arbeitsverhältnis auch durch bloße Eingliederung begründet werden. Diese Meinung gilt heute als überwunden. Geblieben ist die auch in der Rechtsprechung vorherrschende Auffassung, dass die Eingliederung ein Kennzeichen des Arbeitsverhältnisses sei. Dies betrifft aber nicht die Frage der Begründung, sondern die der Qualifikation eines Rechtsverhältnisses.
Ausnahmen
In Ausnahmefällen kann ein Arbeitsverhältnis kraft Gesetzes auch gegen den Willen eines der Beteiligten begründet werden u. a.:
- automatisch im Fall eines Betriebs(teil)übergangs, wenn der Arbeitnehmer nicht widerspricht (§ 613a BGB);
- automatisch im Fall unerlaubter Arbeitnehmerüberlassung (§ 10 AÜG);
- auf Antrag eines Jugend- oder Auszubildendenvertreters (§ 78a BetrVG);
- bei einem Weiterbeschäftigungsverlangen nach ordnungsgemäßem Widerspruch des Betriebsrates (§ 102 Abs. 5 BetrVG).

Dabei wird ein arbeitsvertraglich begründetes Arbeitsverhältnis einem neuen Rechtssubjekt neu zugeordnet (§ 613a BGB, § 10 AÜG), mit dem ursprünglichen Arbeitgeber verlängert (§ 102 Abs. 5 BetrVG) oder ein vertragliches Ausbildungsverhältnis in ein Arbeitsverhältnis überführt (§ 78a BetrVG).
Die obige Definition des Arbeitgebers ist daher zu präzisieren: Arbeitgeber ist die Partei in einem (in der Regel arbeitsvertraglich begründetem) Arbeitsverhältnis, die kraft dieses Arbeitsverhältnisses die Arbeitsleistung des Arbeitnehmers zu fordern berechtigt und diese zu vergüten verpflichtet ist.
Wichtig ist dabei „kraft dieses Arbeitsverhältnisses“. Arbeitgeber ist daher nicht schon, wer aufgrund abgeleiteten Rechts gegenüber dem Arbeitnehmer das Forderungsrecht oder jedenfalls Weisungsrechte ausüben darf oder wer (auch) gegenüber dem Arbeitnehmer vergütungspflichtig ist oder kraft Abrede mit dem Vertragsarbeitgeber faktisch unmittelbar an den Arbeitnehmer den Lohn/das Gehalt zahlt.

#### Relativität der Arbeitgebereigenschaft
Arbeitgeber zu sein, ist eine relationale Eigenschaft eines Rechtssubjekts im Verhältnis zu einem anderen Rechtssubjekt (dann mit Arbeitnehmereigenschaft) im Rahmen eines Arbeitsverhältnisses (aufgrund eines Arbeitsvertrages). Die soziologische Rede eines Trends „from contract to status“ ist irreführend. Im BGB gibt es keinen Status/keinen Stand mehr.
Ein Rechtssubjekt kann daher gleichzeitig die Arbeitgebereigenschaft und die Arbeitnehmereigenschaft haben:
- Ein Angestellter, der für seinen Privathaushalt eine Reinigungskraft als Arbeitnehmerin beschäftigt, ist Arbeitnehmer und Arbeitgeber zugleich. Dies ist allerdings wenig spektakulär, weil es verschiedene wirtschaftliche Zusammenhänge betrifft.
- Eine natürliche Person kann aber aufgrund der Relativität der Arbeitgebereigenschaft auch zugleich hinsichtlich desselben wirtschaftlichen Zusammenhangs die Arbeitgeber- und die Arbeitnehmereigenschaft besitzen: Dies ist der Fall, wenn der Arbeitnehmer eines Arbeitgebers zur Erfüllung seiner Arbeitspflicht mit einer weiteren Person kontrahiert, ohne dass diese zum Arbeitgeber des Arbeitnehmers in einem Arbeitsvertragsverhältnis stehen soll. In der Arbeitsrechtswissenschaft wird dies terminologisch irreführend mittelbares Arbeitsverhältnis genannt.[8]

Eigentümer
Die Arbeitgebereigenschaft kann ein Rechtssubjekt auch dann haben, wenn es nicht Eigentümer der benutzten Betriebsmittel ist und/oder (so gut) wie keine Arbeitsmittel hat.
Arbeitgeber im Sinne des Unionsrechts
Der nationalstaatliche Arbeitgeberbegriff muss nicht identisch mit dem unionsrechtlichen sein. Soweit nationales Recht Umsetzung von EU-Recht ist, ist die Auslegung des EuGH maßgeblich. Welche Begrifflichkeit zugrunde zu legen ist, ist im Zweifel bei jeder EU-Richtlinie zu prüfen. Für die Betriebsübergangsrichtlinie hat das BAG zum Beispiel ein vom nationalen Recht abweichendes Verständnis vom Arbeitgeberbegriff verneint.

#### Rechtsformen
Die Rechtsform des Arbeitgebers kann sein:
- natürliche Person (z. B. Einzelkaufmann, Privatperson);
- juristische Person des
  - privaten Rechts (z. B. Aktiengesellschaft, GmbH, rechtsfähiger Verein),
  - öffentlichen Rechts (z. B. Bund, Land, Gemeinde, Religionsgemeinschaft);
- nicht rechtsfähiger Personenverband (nicht rechtsfähiger Verein, Gesellschaft bürgerlichen Rechts);
- eine Personenhandelsgesellschaft (OHG oder KG).

Wichtig ist, dass nach einer Änderung der Rechtsprechung des Bundesarbeitsgerichts (BAG) nunmehr auch die (Außen-)GbR (Gesellschaft bürgerlichen Rechts) arbeitgeberfähig ist, so dass eine GbR und nicht die einzelnen Gesellschafter zur gesamten Hand als Arbeitgeber zu verklagen sind, sofern die GbR als Vertragspartner aufgetreten ist.

### Sonderfälle

#### Konzern
Im deutschen Recht ist nicht der Konzern als Ganzes oder ohne Weiteres das herrschende Konzernunternehmen, sondern nur das Konzernunternehmen, mit dem der Arbeitnehmer den Arbeitsvertrag geschlossen hat, Arbeitgeber des Arbeitnehmers.

#### Arbeitnehmerüberlassung
Die Arbeitnehmerüberlassung dient dem Entleiher dazu, ein unmittelbares Arbeitsverhältnis zum Beschäftigten (zum Arbeitnehmer) zu vermeiden. Nach den vertraglichen Vereinbarungen ist nur eine Zwischenperson (Verleiher) Vertragspartner und damit Arbeitsvertragspartner des Arbeitnehmers. Nur im Fall unerlaubter Arbeitnehmerüberlassung wird kraft Gesetz ein Arbeitsverhältnis des Arbeitnehmers (Leiharbeitnehmer) zum Entleiher begründet. Vielfach spricht man gleichwohl davon, dass bei der Arbeitnehmerüberlassung eine gespaltene Arbeitgeberstellung oder eine Teilung der Arbeitgeberfunktionen vorläge. Dies ändert aber nichts an der alleinigen Arbeitgeberstellung des Verleihers im Normalfall erlaubter Arbeitnehmerüberlassung und ist daher irreführend.

#### Mittelbares Arbeitsverhältnis
Beim mittelbaren Arbeitsverhältnis stellt ein Arbeitnehmer im eigenen Namen einen Arbeitnehmer ein, der für ihn bei dem (Haupt-)Arbeitgeber arbeitet. Alleiniger Vertragsarbeitgeber ist auch hier die Zwischenperson. Wiederum irreführend wird der Dritte und Nutznießer seit den 1930er Jahren mittelbarer Arbeitgeber genannt, um den Dritten schon durch die Wortwahl (auch) zum Arbeitgeber zu machen und in die Verantwortlichkeit gegenüber dem Beschäftigten einzubeziehen.

#### Hausmeister von Hausverwaltungsgesellschaften
Mitunter haben Hausmeister nicht mit der Hausverwaltungsgesellschaft, sondern mit dem Hauseigentümer einen Arbeitsvertrag zu schließen. Dann ist nur der Hauseigentümer Arbeitgeber des Hausmeisters und nicht die Hausverwaltungsgesellschaft, mag der Hauseigentümer seine Weisungsbefugnis auch auf die Hauseigentümergesellschaft übertragen haben.

#### Gruppenarbeitsverhältnis
Die Dogmatik des Gruppenarbeitsverhältnisses ist konfus.
- Schulbeispiel sind Musiker eines Orchesters: Schließen diese je unmittelbare Arbeitsverträge mit einem Dritten, so liegen normale unmittelbare Arbeitsverhältnisse vor. Schließt ein Orchester mit dem Dritten jedoch im eigenen Namen einen Vertrag, so stehen die einzelnen Musiker nicht in einem unmittelbaren Vertragsverhältnis zum Dritten. Man spricht dann von einer Eigengruppe. Nur die Eigengruppe ist formal Vertragspartner der Musiker und bei Vorliegen eines Arbeits- und nicht Gesellschaftsverhältnisses im Verhältnis der Musiker zur Eigengruppe Arbeitgeberin der Musiker.

#### Insolvenz
Ist ein Insolvenzverfahren eröffnet, ist nicht die Schuldnerin, sondern der Insolvenzverwalter als Verwalter über das Vermögen der Schuldnerin als Arbeitgeber zu verklagen. Ist lediglich ein Insolvenzantragsverfahren eröffnet, so ändert dies an der Arbeitgeberstellung des bisherigen Unternehmens nichts, auch wenn ein sogenannter vorläufiger Insolvenzverwalter bestellt ist. Nur wenn – ausnahmsweise – ein sogenannter starker vorläufiger Insolvenzverwalter bestellt ist, so gilt dieser als Arbeitgeber. Darf die Schuldnerin nur noch mit Zustimmung des vorläufigen Insolvenzverwalters Verfügungen vornehmen, so macht dies allein den vorläufigen Insolvenzverwalter nicht zu einem starken vorläufigen Insolvenzverwalter.

### Arbeitgeber und Betriebsverfassung
Im Betriebsverfassungsgesetz wird der Arbeitgeberbegriff in zweifacher Weise gebraucht: Zum einen ist der Arbeitgeber Vertragspartner des Arbeitnehmers und zum anderen ist er Organ der Betriebsverfassung. Dabei sind dort die Begriffe Unternehmer und Arbeitgeber deckungsgleich und bezeichnen lediglich unterschiedliche Rechtsbeziehungen, Funktionen und Tätigkeiten derselben Person.

### Prozessuale Fragen
Zu verklagen ist vom Arbeitnehmer – etwa im Fall einer Kündigung – der Arbeitgeber, d. h. in der Regel der Vertragspartner, und nicht derjenige, der Weisungen erteilt, die Vergütung für den Arbeitgeber gezahlt hat oder letztlich der wirtschaftliche Nutznießer der Arbeitsleistung war. Sind wie bei der Kündigungsschutzklage Fristen zu wahren, sind bei Zweifeln lieber zu viele als der richtige Arbeitgeber zu wenig zu verklagen.

### Interessenvertretung
Die Interessen der Arbeitgeber werden von der Bundesvereinigung der Deutschen Arbeitgeberverbände (BDA) sowie deren angeschlossenen Verbänden wahrgenommen.

## International
In Österreich ist Arbeitgeber (Dienstgeber), wer mit einem Dienstnehmer aufgrund eines Dienstvertrages gemäß § 1153 ABGB ein Dienstverhältnis eingeht. Der Dienstgeber hat gemäß § 1157 Abs. 1 ABGB die Dienstleistungen so zu regeln und bezüglich der von ihm beizustellenden oder beigestellten Räume und Gerätschaften auf seine Kosten dafür zu sorgen, dass Leben und Gesundheit des Dienstnehmers, soweit es nach der Natur der Dienstleistung möglich ist, geschützt werden.
In der Schweiz ist nach allgemeingültiger Definition Arbeitgeber, wer sich in einem privatrechtlichen Vertrag Arbeitsleistung unter Eingliederung in eine Arbeitsorganisation – die eigene oder diejenige eines Dritten – versprechen lässt. Im Einzelfall muss zwischen dem Träger des Anspruchs auf Arbeitsleistung (abstrakter Arbeitgeber) und dem Träger des Weisungsrechts (konkreter Arbeitgeber) unterschieden werden.
Nach dem OECD-Musterabkommen gilt als Arbeitgeber die Person, die ein Recht auf das Arbeitsergebnis hat und die damit zusammenhängenden Verantwortlichkeiten und Risiken trägt.

## Größte Arbeitgeber der Welt
Die größten Arbeitgeber der Welt, gemessen an der Zahl der Angestellten in Millionen, waren 2010:
1. Volksbefreiungsarmee (2008): 2,3
2. Verteidigungsministerium der Vereinigten Staaten: 2,1
3. Walmart: 2,1
4. McDonald’s (gesamtes Franchisingsystem): 1,7
5. China National Petroleum Corporation: 1,7
6. State Grid Corporation: 1,6
7. National Health Service: 1,4
8. Indian Railways (2006): 1,4
9. Foxconn (Mai 2013): 1,23
10. China Post Group: 0,9